# Kamenná nad Oslavou

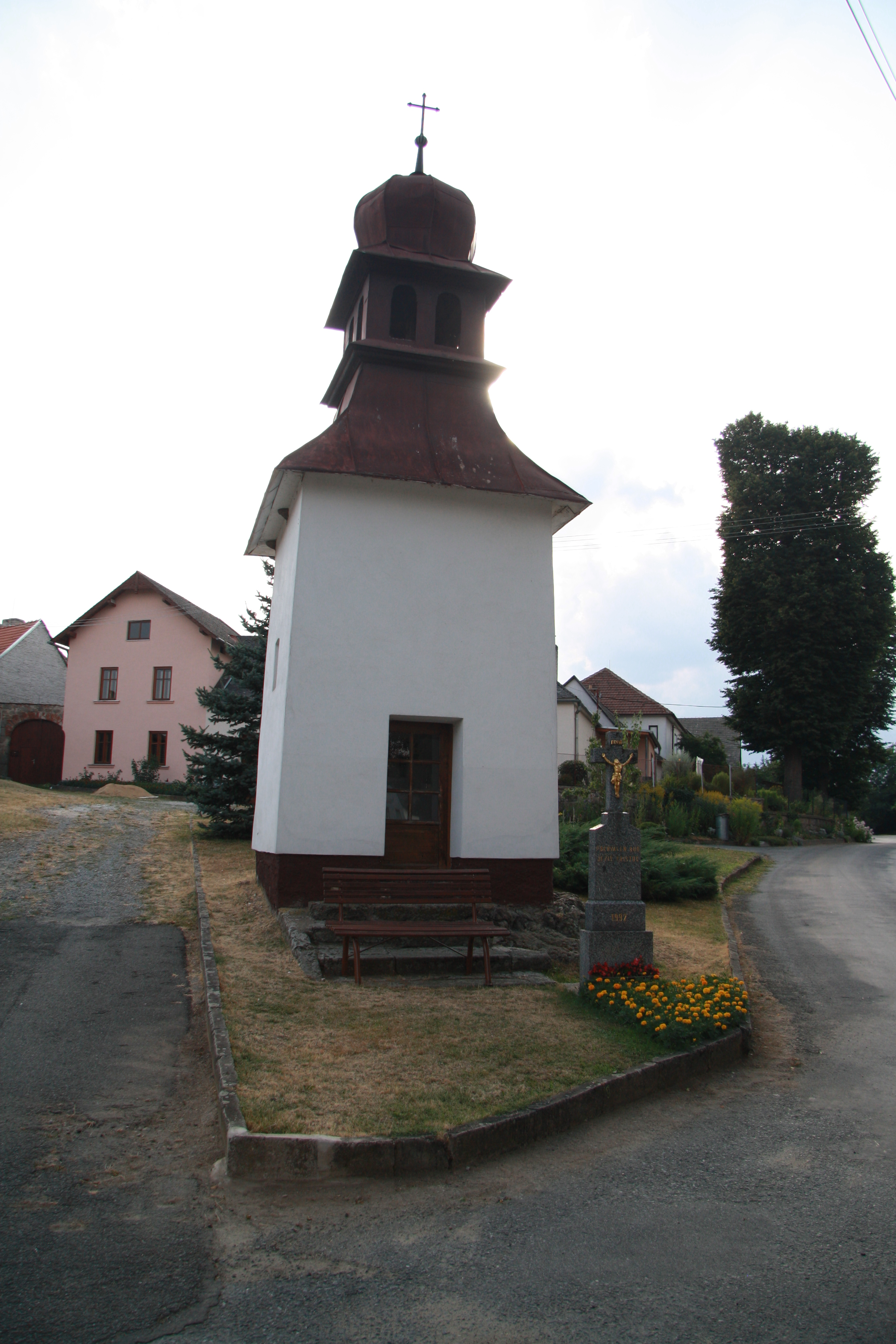
Kapelle des hl. Johannes von Nepomuk

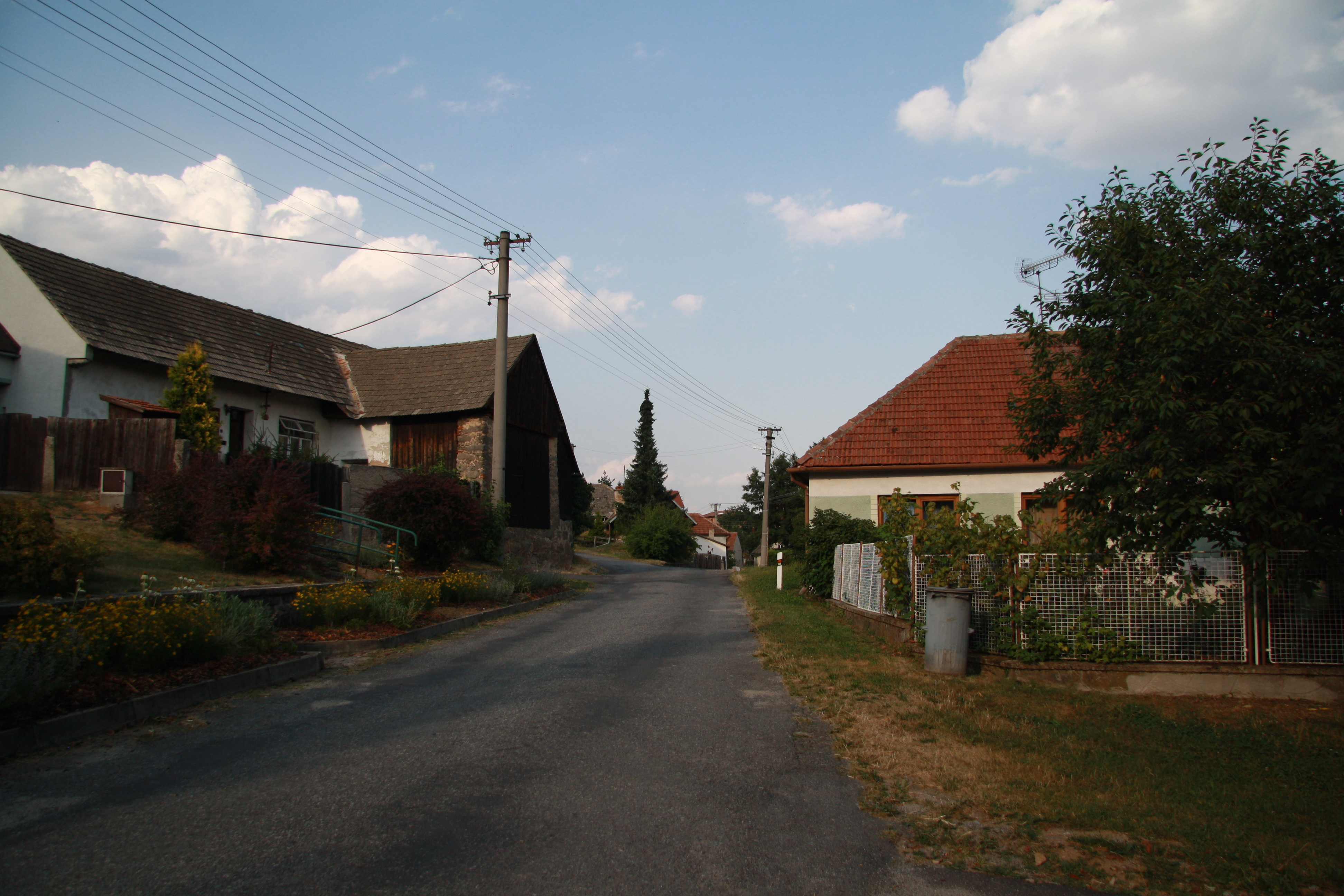
Häuser des Oberdorfes

Kamenná (deutsch Kamena, 1939–45 Kamenitz) ist eine Gemeinde in Tschechien. Sie liegt zehn Kilometer südlich von Velké Meziříčí und gehört zum Okres Třebíč.

## Geographie
Kamenná befindet sich rechtsseitig über dem Tal der Oslava am Hügel Roušův kopec (Hirschberg, 462 m) im Krischanauer Bergland (Křižanovská vrchovina) im Süden der Böhmisch-Mährischen Höhe. Durch den Ort fließt der Bach Kameňák, er bildet unterhalb von Kamenná den Grund Peklo. Nordöstlich liegen die Reste der Burg Dub. Kamenná liegt an der Staatsstraße II/390 zwischen Rudíkov und Tasov.
Nachbarorte sind Klementice und Oslava im Norden, Tasov im Nordosten, Čikov im Osten, Vaneč im Südosten, Pyšel im Süden, Holeje im Südwesten, Mihoukovice, Rejdůveň und Budišov im Westen sowie Kundelov und Studnice im Nordwesten.

## Geschichte
Die erste schriftliche Erwähnung von Kamenná erfolgte im Jahre 1349 als Besitz des Ritters Buzek von Moštiště. Dessen Sohn Buněk verkaufte den Ort 1369 an Půdek von Rudolec, der ihn an Jan den Älteren von Mezříč weiterreichte. Im 14. Jahrhundert bestanden in dem Dorf drei Freihöfe. 1392 wurde Kamenná an den Altar des hl. Laurentius in Tasov verkauft und ab 1399 gehörte das Dorf Jan von Otěchleby. Während der Hussitenkriege lagerten am 26. Oktober 1425 auf der Insel in der Oslava die Hussiten. 1538 verkaufte Vladislav Mezřičský von Lomnice die Dörfer Kamenná, Matějov, Pavlov, Zhoř, Bory und Heřmanice an Johann von Pernstein. Nach dessen Tod verkauften seine Söhne 1551 Kamenná, Tasov und Oslava und die wüste Burg Tassenberg an Katharina von Sternberg. Diese veräußerte die Dörfer 1552 an Georg Mrakesch von Noskau auf Budišov. Kamenná wurde der Herrschaft Budišov zugeschlagen und blieb ihr dauerhaft zugehörig. Karl der Ältere von Žerotín verkaufte 1628 die zur Herrschaft Náměšť nad Oslavou gehörigen Anteile von Kamenná an den Besitzer der Herrschaft Budišov, Matthias Ferdinand Franz Berka von Dubá. Damit gehörte ganz Kamenná zu Budišov. Im Laufe der Zeit wurde das Dorf auch als Kamenne und Kameney bezeichnet. Am 17. Juli 1755 brach eine Bauernrevolte gegen den Freiherrn Jungwirth auf Budischau aus. Der neue Grundherr Joachim von Stettenhofen ließ 1799 die Familiantensiedlung Klementitz anlegen. Am Dorfplatz von Kamenná ließ er die Bebauung durch neue Häuslerstellen verdichten, zudem entstanden unterhalb des Dorfes im Tal des Kameňák sowie auf dem trockengelegten Teichstätte des Ţilkovský rybník weitere Häuser. Im Jahre 1805 zogen napoleonische Truppen in Verfolgung des russischen Heeres durch Kamenná.
Im Jahre 1842 bestand das im Iglauer Kreis gelegene Dorf Kamena bzw. Kammena aus 38 Häusern, in denen 281 Personen lebten. Im Ort gab es ein Wirtshaus sowie zwei landtäflige Freihöfe, von denen einer in vier Teile zerstückelt war. Pfarrort war Budischau. Bis zur Mitte des 19. Jahrhunderts blieb Kamena der Allodialherrschaft Budischau untertänig.
Nach der Aufhebung der Patrimonialherrschaften bildete Kamena / Kamenná ab 1850 eine Gemeinde im Gerichtsbezirk Trebitsch. Ab 1869 gehörte Kamena zum Bezirk Trebitsch. Zu dieser Zeit hatte das Dorf 302 Einwohner und bestand aus 42 Häusern. 1882 wurde ein neues Schulgebäude eingeweiht. Im Jahre 1900 lebten in Kamenné 286 Personen; 1910 waren es 272. Beim Zensus von 1921 lebten in den 55 Häusern des Dorfes 268 Tschechen. Am 7. November 1924 erfolgte die Änderung des Ortsnamens in Kamenná. Im Jahre 1930 bestand Kamenná aus 63 Häusern und hatte 275 Einwohner. Zwischen 1939 und 1945 gehörte Kamenná / Kamenitz zum Protektorat Böhmen und Mähren. Die Buslinie Třebíč-Nárameč-Tasov wurde 1939 aufgenommen. Im Jahre 1950 hatte das Dorf 226 Einwohner. 1960 wurde Klementice, das zuvor zu Tasov gehört hatte, nach Kamenná umgemeindet. Die Schule wurde 1975 wegen zu geringer Schülerzahl geschlossen. 1976 ging der Steinbruch in Betrieb. Der Bach Kameňák wurde 1978 im Ortsbereich überdeckt. 1980 erfolgte die Eingemeindung nach Budišov. Seit 1990 besteht die Gemeinde wieder. Beim Zensus von 2001 lebten in den 89 Häusern der Gemeinde 230 Personen, davon 190 im Ortsteil Kamenná (70 Häuser).

## Gemeindegliederung
Die Gemeinde Kamenná besteht aus den Ortsteilen Kamenná (Kamena) und Klementice (Klementitz).
Das Gemeindegebiet gliedert sich in die Katastralbezirke Kamenná nad Oslavou und Klementice.

## Sehenswürdigkeiten
- Reste der Burg Dub (Tassenberg), auf einem Felssporn über der Hamzův Mlýn (Hamschmühle) an der Oslava
- Kapelle des hl. Johannes von Nepomuk
- Kapelle der hl. Familie in Klementice, geweiht 1840
- Sühnestein bei Klementice, aufgestellt in der Mitte des 18. Jahrhunderts
- zahlreiche Pechsteine (Kolomazné kameny) in den Wäldern, in ihnen wurde früher Pech gewonnen[8]